# 한국소방시설협회
한국소방시설협회(韓國消防施設協會, Korea Fire Facility Association)는 소방시설업자의 권익보호와 소방기술 개발 등 건전한 발전에 이바지하기 위하여 설립된 특수법인이다. 세종특별자치시 조치원읍 행복8길 8에 위치하고 있다.

## 설립 근거
- 소방시설공사업법 제30조의2[1]

## 주요 업무
- 소방시설업의 기술발전과 소방기술의 진흥을 위한 조사·연구·분석 및 평가
- 소방산업의 발전 및 소방기술의 향상을 위한 지원
- 소방시설업의 기술발전과 관련된 국제교류·활동 및 행사의 유치
- 위탁 업무의 수행

## 연혁
- 2010년 7월 23일 소방시설공사업법 개정·공포 제30조의2(소방시설업자협회의 설립)
- 2011년 11월 29일 한국소방시설협회 발기인 대회 개최
- 2011년 12월 15일 한국소방시설협회 창립총회
- 2011년 12월 28일 소방방재청 특수법인 설립인가 (제2011-5호)
- 2012년 1월 30일 소방시설공사업법의 시공능력평가 및 공시에 관한 업무 위탁 개정. 소방기술과 관련된 자격·학력 및 경력의 인정업무 위탁 개정
- 2013년 8월 15일 중앙회, 소방산업전략연구소, 서울시회 이전 (서울특별시 서초구 방배천로2길 61)

## 조직
- 총회
- 감사
  - 감사실

### 한국소방시설협회장
- 이사회
  - 위원회

#### 상근부회장

##### 상근이사
- 경영기획본부
  - 경영기획실
  - 운영지원과
  - 홍보협력과
  - 재무회계과
- 회원지원본부
  - 회원지원실
  - 평가사업과
  - 자격관리과
  - 정보지원과
- 전략연구본부

### 시·도회
- 서울시회
- 부산시회
- 대구경북도회
- 인천시회
- 광주전남도회
- 대전세종충남도회
- 울산시회
- 경기도회
- 경기도회 (북)
- 강원도회
- 충북도회
- 전북도회
- 경남도회
- 제주도회

## 시도회
- 서울시회
- 인천시회
- 경기북도회
- 경기남도회
- 강원도회
- 충북도회
- 대전충남도회
- 전북도회
- 광주전남도회
- 대구경북도회
- 부산시회
- 울산시회
- 경남도회
- 제주도회